# Europejski Program Współpracy w Dziedzinie Badań Naukowo-Technicznych
COST – Europejski Program Współpracy w Dziedzinie Badań Naukowo-Technicznych (European Cooperation in Science and Technology), jest międzyrządową instytucją europejską, powołaną w celu rozwijania międzynarodowej współpracy w zakresie badań naukowych prowadzonych w ramach poszczególnych krajowych programów. COST stanowi najstarszy europejski program w dziedzinie naukowej, gdyż został on utworzony już w 1971 r. Obecnie obejmuje on 36 członkowskich krajów Unii Europejskiej oraz krajów współpracujących. Biuro COST znajduje się w Brukseli.
Istota programu COST nie polega na finansowaniu własnych programów badawczych, lecz ułatwia on współpracę zespołów badawczych z różnych krajów pracujących w podobnych dziedzinach, poprzez finansowanie wymiany, spotkań, konferencji, publikacji. Istotną cechą programu jest jego elastyczność: nie są narzucone dziedziny współpracy, ale ośrodki badawcze same zgłaszają propozycje nowych Akcji programu COST. Wystarczy zgłoszenie do danej Akcji pięciu krajów członkowskich, by mogła ona zostać uruchomiona.
Zakres tematyki badawczej znajdującej się w zainteresowaniu programu został podzielony na dziewięć domen:
- Biomedycyna i biologia molekularna.
- Żywność i agrokultura.
- Las i jego produkty.
- Materiały fizyczne i nanonauki.
- Chemia, nauki i technologie molekularne.
- Nauki o Ziemi i zarządzanie środowiskiem.
- Informacja i technologie komunikacyjne.
- Transport i rozwój miast.
- Jednostki, społeczeństwa, kultura i zdrowie.

Polskie zespoły badawcze biorą aktywny udział w wielu Akcjach COST.